# Konstantin Boschanow
Konstantin Boschanow (bulgarisch Константин Божанов, * 1968) ist ein bulgarischer Filmemacher.

## Leben
Der 1968 geborene Konstantin Boschanow studierte an der Kunsthochschule in Sofia, wo er 1987 seinen Abschluss erwarb, und hiernach am Royal College of Art in London, wo einen Master of Arts erwarb, und machte eine Dokumentarfilmausbildung an der New York University.
Sein Filmdrama Avé, mit Anschela Nedjalkowa, Ovanes Torosian, Martin Brambach und dem deutschen Straßenmusikanten und Schauspieler Bruno S. in seiner letzten Rolle, war, nach dem Dokumentarfilm Invisible, sein erster Langfilm. Dieser wurde vielfach ausgezeichnet, so beim International Film Festival Sofia, beim Festival des mittel- und osteuropäischen Films GoEast, beim Filmfest Hamburg und beim Internationalen Filmfestival Warschau, wo Boschanow mit dem FIPRESCI-Preis geehrt wurde.
Sein zweiter Spielfilm Light Thereafter, mit Barry Keoghan, Thure Lindhardt, Solène Rigot, Kim Bodnia und Lubna Azabal in den Hauptrollen, feierte im Januar 2017 beim International Film Festival Rotterdam seine Premiere. Seinen dritten Spielfilm The Shameless stellt er Anfang November 2021 beim Tokyo Gap-Financing Market vor. Beim Industry@Tallinn & Baltic Event Ende November 2021 präsentiert er seinen Film Gambit, für den er gemeinsam mit Petar Krumov das Drehbuch schrieb. Boschanows dritter Spielfilm The Shameless feierte im Mai 2024 bei den Internationalen Filmfestspielen in Cannes seine Premiere.

## Filmografie
- 2005: Invisible (Dokumentarfilm)
- 2011: Avé
- 2017: Light Thereafter
- 2019: Nina (Kurzfilm, Drehbuch)
- 2024: The Shameless

## Auszeichnungen (Auswahl)
GoEast
- 2012: Auszeichnung für die Beste Regie (Avé)

Filmfest Hamburg
- 2011: Auszeichnung mit dem Young Talent Award (Avé)

Internationale Filmfestspiele von Cannes
- 2011: Nominierung für die Caméra d’Or (Avé)
- 2011: Nominierung in der Semaine Internationale de la Critique (Avé)

International Film Festival Rotterdam
- 2017: Nominierung für den Tiger Award	(Light Thereafter)

Internationales Filmfestival Warschau
- 2011: Auszeichnung mit dem FIPRESCI-Preis (Avé)
- 2011: Nominierung im 1-2 Competition (Avé)

Sarajevo Film Festival
- 2011: Auszeichnung mit dem Special Jury Prize (Avé)
- 2011: Nominierung für das Heart of Sarajevo (Avé)

Sofia International Film Festival
- 2012: Auszeichnung als Bester bulgarischer Spielfilm (Avé)
- 2012: Auszeichnung für die Beste Regie (Avé)
- 2012: Auszeichnung als Bester Balkan-Film (Avé)
- 2012: Auszeichnung mit dem UBFM Award (Avé)